# Masanga
Masanga è una circoscrizione rurale (rural ward) della Tanzania situata nel distretto di Kishapu, regione di Shinyanga. Conta una popolazione di 14 444 abitanti (censimento 2012).